# パキ
パキ（Paki）は、イギリスに移住したパキスタン人の意味を表す、パキスタン人への蔑称である。

## 概要
本来は差別用語ではないが、2009年、ヘンリー王子が陸軍士官候補生時代の2006年3月頃、同僚の士官候補生をパキスタン人への蔑称の意味として「パキ」と呼ぶなどした問題が発覚し、差別用語として使われるようになった。